# Principat de Burdwan
El principat de Burdwan fou un estat tributari protegit del tipus zamindari a Bengala. Al començament del segle XVII es va establir a la ciutat de Bardhaman una família rajput kshattriya (clan kapur) que després fou la família de Bardwan, procedent de Panjab, i van esdevenir banquers adquirint una posició dominant.
Abu Rai (fill de Banku Bihari i net de Sangram Ray Kapur) fou nomenat chaudhari el 1657 i després esdevingué fawjdar o comandant militar i va servir amb lleialtat i eficàcia als mogols; el seu fill Babu Ray va augmentar el prestigi de la nissaga adquirint grans territoris entre els quals la ciutat de Bardwan i tres altres grans hisendes a Ram Ray un zamindari important de la zona.
El va succeir el seu fill Ghanashyam Ray i a aquest el fill Krishna Ram Ray, que fou reconegut zamindari per Aurangzeb el 1689, i alguns títols hereditaris. Krishna Ram Ray va ordenar no imposar noves taxes i encoratjar el cultiu; el temps era agitat i la família va tenir problemes per conservar els seus dominis; des del govern a Bengala d'Ibrahim Khan (iniciat el 1689) les coses havien començat a empitjorar i el 1695 Shova Singh o Sobah Singh, talukdar revoltat (senyor de Chetua-Barda al modern districte d'East Midnapore, es va apoderar del zamindari de Krishna Ram Ray per la força, aliat a Rahim Khan, un guerrer afganès mercenari a Orissa. Krishna Ram Ray fou mort el 1696 i la major part dels seus familiars foren fets presoners per Shova Singh; moltes dones de la família es van suïcidar amb verí; es diu que la filla de Krishnaram, de nom Satyabati, va matar a Shova Singh amb un punyal, quan aquest la volia violar, i després es va suïcidar. El fill de Krishna Ram, Jagat Ram Ray, va aconseguir escapar a Dhaka per demanar ajut al governador Ibrahim Khan i amb l'ajut d'un exèrcit mogol (amb guarnició a Hoogly) i dels holandesos de Chinsura, Jagat Ram Ray va recuperar el domini ancestral a Bardwan. Després d'això Aurangzeb va destituir a Ibrahim Khan i va nomenar al seu propi net Azim-ush-shan com a governador.
Jagat Ram Ray fou assassinat el 1702. Va deixar dos fills, Kirti Chand Ray i Mitra Sen Ray; el primer el va succeir i el segon va rebre una pensió. El nou zamindar va lluitar contra els rages de Chandrakona, Barda, Balghard i Bishnupur (va annexionar els dominis dels tres primers però es va reconciliar amb el darrer) i va afegir als seus dominis les parganes de Chitua, Bhursut, Barda i Manoharshahi, adquisicions que li foren confirmades per un firman imperial de 1736, de l'emperador Muhammed Shah, amb el títol de zamindar de Chandrakona; va ajudar l'emperador contra els marathes.
Va morir el 1740 i el va succeir Chitra Sen Ray, que va rebre el títol de raja de l'emperador el mateix 1740. Chitra Sen Ray va morir jove el 1744 i el va succeir el seu cosí Tilak Chand Ray, també amb títol de raja; en aquest temps es van incorporar noves terres. Els mahrathes va assolar el país i el raja va demanar ajuts als britànics, però després de tres mesos es van retirar.
Sota el govern de Tilak Chand Ray els britànics van adquirir Bengala després de la batalla de Plassey (1757) i en endavant va haver de pagar tribut a la Companyia Britànica de les Índies Orientals. Tot el districte fou cedit a la Companya pel nawab Mir Kasim (1760), cessió confirmada per l'emperador mogol Shah Alam II pel tractat d'Allahabad del 1765. El tribut exigit per la companyia fou arbitrari i poc raonable, de manera que no podia ser pagat regularment; quan es van acumular retards, la companyia el va voler privar del feu. Tilakchand, aliat al zamindar de Birbhum, va fer front als britànics en una batalla al riu Banka, prop de Sangotgola, i fou derrotat (29 de desembre de 1760). El territori del districte de Burdwan fou cedit (com s'ha vist per Mir Kasim el 1760) junt als de Bankura i Hoogly i una tercera part del de Birbhum; després Bankura i Hoogly foren fets districtes separats i altres territoris van ser transferits a o des de districtes veïns.
La gran pesta del 1770 va afectar seriosament al territori, i el raja va morir amb 37 anys i els seus hereus van haver de fondre joies i demanar un préstec al govern britànic per pagar les cerimònies funeràries. El raja va deixar un fill menor d'edat, Tej Chand; la vídua Rani Vishnukumari va actuar com a regent entre 1776 i 1779; en aquest any va entregar el poder al jove príncep Tejchand de 14 anys. Segons la llei d'Establiment Permanent de Bengala de 1793, Raja Tej Chand seria tributari amb un tribut anual de 4.015.109 rúpies a més de la construcció de ponts per 193.721 rúpies, termes que l'estat no podia complir i aviat es va endarrerir. El 1797 es va ordenar la venda de territoris per a pagar els deutes pendents. D'altra banda els sobirans havien de demanar més i més als pagesos, el que arruïnava al país.
La família va restar com a zamindars de Burdwan i foren reconeguts com els primers nobles de Bengala. La situació financera va millorar quan la Companyia va fer algunes reformes. Sota el raja Mahtab Chand (1832-1879) el seu bon govern va permetre la recuperació completa. Fou lleial als britànics durant la revolta dels santhals (1855-1856) i després dels sipais (1857-1858). El 1858 es va establir el domini de la corona britànica a l'Índia i el 1868 se li va concedir escut i el 1877 la salutació personal de 13 canonades; el 1864 fou el primer bengali nomenat pel consell legislatiu del governador general a Bengala. Va morir el 1879 i el va succeir el seu fill adoptiu Aftab Chand Mahtab Chand que va arribar a la majoria el 1881. El seu successor Bijai Chand (1887-1941) va salvar la vida a Sir Andrew Fraser, governador de Bengala, quan fou víctima d'un intent d'assassinat el 7 de novembre de 1908.

## Llista de sobirans
- Abu Ray 1657-16? (fill de Sangram Ray a Burdwan a partir del 1607)
- Babu Ray (fill) ?
- Ghanashyam Ray (fill) ?
- Chaudhri KRISHNA RAM RAY 1675-1696 (fill)
- Chaudhri JAGAT RAM RAY 1696-1702
- Chaudhri KIRTI CHAND RAY 1702-1740
- Rajadhiraja CHITRA SEN RAY 1740-1744
- Maharajadhiraj Bahadur TILAK CHAND RAY 1744-1770
- Maharajadhiraj Bahadur TEDJ CHAND RAY 1770-1832
- Maharajkumar Pratap Chand Ray (fill suposadament mort el 1822, va reaparèixer i fou pretendent el 1832, mort 1852 o 1853)
- Maharajadhiraj MAHTAB CHAND RAY Bahadur 1832-1879 (fill adoptiu, + 26 d'octubre de 1879)
- Maharajadhiraja AFTAB CHAND Bahadur 1879-1885 (fill adoptiu +1887)
- Administració britànica 1885-1887 (fill adoptiu)
- Bijay Chand Mahtab Maharajadhiraja Bahadur Sir BIJAY CHAND MAHTAB 1887-1941 (fill adoptiu + 29 d'agost de 1941)
- Maharajadhiraja Bahadur Sir UDAY CHAND MAHTAB 1941-1956 (+10 octubre 1984)